# TNG Group
TNG Group AB är ett svenskt bemannings- och rekryteringsföretag. TNG ingår i företagsgruppen Key People Group AB 
TNG arbetar med fördomsfri rekrytering och bemanning inom hela tjänstemannaområdet. Företaget har kontor i Stockholm, Göteborg, Malmö och Örebro samt rekryterar och bemannar åt 400 kunder på 40 andra orter runt om i Sverige. Huvudkontoret ligger på Pyramidvägen 7 i Solna.
Under 2019 hade TNG drygt 300 konsulter anställda och över 60 personer som arbetar på deras kontor.
VD för TNG är sedan 2011 Åsa Edman Källströmer, tidigare Sverige-VD på Poolia.

## Historia
TNG grundades 2004 av entreprenörerna Mats Edlund och Dan Berlin med målet att hjälpa dem som valts bort på arbetsmarknaden. De fokuserade på två grupper som hade en utmanande situation på arbetsmarknaden – unga i början av sin karriär och ”50-plussare” med lång yrkeserfarenhet. 
Sedan dess har TNG arbetat med att utveckla sin rekryteringsprocess. Bland annat tog TNG 2016 bort det personliga brevet och möjligheten att ladda upp bild för jobbsökare, slutade att registrera ålder under en rekrytering och anonymiserade ansökningarna.
TNG har varit med och utvecklat världens första fördomsfria intervjurobot Tengai